# Marc Jost
Marc Jost (* 6. února 1974 Thun) je švýcarský politik a protestantský teolog.
V letech 2012–2022 byl generálním tajemníkem Švýcarské evangelické aliance.
Marc Jost byl v letech 2006–2020 členem Velké rady kantonu Bern, které v letech 2015–2016 předsedal. Od listopadu 2022 zasedá jako poslanec v Národní radě.